# هریتسهم
هریتسهم (به انگلیسی: Harrietsham) یک روستا و محله مدنی در بریتانیا است که در Maidstone واقع شده‌است. هریتسهم ۲٬۱۱۳ نفر جمعیت دارد.